# 宗像市立赤間小学校
宗像市立赤間小学校（むなかたしりつあかましょうがっこう）は、福岡県宗像市赤間一丁目にある公立小学校。

## 沿革
- 1874年4月1日[1] - 日新小学校[2]として設立。
- 1884年 - 高樹山小学校と合併し陵厳寺小学校に改称。
- 1891年 - 赤間尋常小学校に改称。
- 1910年 - 赤間尋常高等小学校に改称。
- 1941年4月1日 - 赤間国民学校に改称。
- 1947年 - 赤間小学校に改称。
- 1959年7月1日 - プールが完成。
- 1967年1月10日 - 陵厳寺から現在地へ移転。
- 1977年 - 宗像町立自由ヶ丘小学校（現 宗像市立自由ヶ丘小学校）が当校から分離し開校。
- 1981年4月1日 - 宗像市発足に伴い、宗像市立赤間小学校に改称。
- 1985年 - 宗像市立赤間西小学校が当校および宗像市立河東小学校から分離、併合し開校。
- 1986年 - 校歌、校章を制定。
- 1988年度 - 西側棟（RC造、2,045㎡）完成。[3]
- 1989年度 -  東側棟（RC造、3,047㎡）完成。
- 1990年度 - 第1学童棟（木造、165㎡）完成。
- 1991年度 - 体育館（RC造、1,038㎡）完成。
- 1992年
  - 台湾彰化県湖東小学校と国際交流開始。[4]
  - 6月　大韓民国金海市の金鍾煥副市長、金斗万市議会副議長が視察のため来校。[5]

- 2000年度 - 第2学童棟（LS造、213㎡）完成。
- 2002年9月17日 - 住居表示実施により、住所が「田久44番地」から「赤間一丁目4番1号」に変更。
- 2005年度 - 南側棟（RC造、989㎡）完成。
- 2009年度 - 第3学童棟（LS造、140㎡）完成。
- 2012年 - 「赤間っ子フェス」を学校行事化する。[6]

## 通学区域
宗像市内の以下の区域。
- 赤間
- 赤間1～6丁目
- 赤間文教町
- 石丸
- 石丸1～4丁目
- 冨地原
- 名残
- 徳重
- 徳重1～2丁目
- 田久（一部除く）
- 田久1～6丁目
- 栄町
- 陵厳寺1～4丁目
- 桜美台
- 緑町
- 葉山1～2丁目
- 広陵台1～5丁目
- アスティ1～2丁目

## 進学先中学校
- 宗像市立城山中学校

## 関係者

### 出身者
- 出光佐三（出光興産創業者）[6]

## 交通
- JR九州鹿児島本線赤間駅より西鉄バス赤間営業所行 赤間小学校前 下車徒歩3分
- JR九州鹿児島本線教育大前駅より西鉄バス赤間南口行 赤間小学校前 下車徒歩3分

## 関係項目
- 福岡県小学校一覧